# Discografia dei Sum 41
La discografia dei Sum 41, gruppo musicale canadese attivo dal 1996 al 2025, si compone di otto album in studio, una raccolta, due album dal vivo e trentadue singoli.

## Album

### Album in studio
| Anno | Titolo                                                                                                | Classifiche | Classifiche | Classifiche | Classifiche | Classifiche | Classifiche | Classifiche | Classifiche | Classifiche | Classifiche | Certificazioni                                                          |
| Anno | Titolo                                                                                                | CAN         | AUS         | AUT         | BEL         | DEU         | FRE         | JPN         | SWI         | UK          | USA         | Certificazioni                                                          |
| ---- | --- | ----------- | ----------- | ----------- | ----------- | ----------- | ----------- | ----------- | ----------- | ----------- | ----------- | ----------------------------------------------------------------------- |
| 2001 | All Killer No Filler - Pubblicato: 8 maggio 2001 - Etichetta: Island Records, Aquarius Records        | 9           | 33          | 19          | 11          | 29          | 25          | 50          | 39          | 7           | 13          | - CAN: Platino (3) - AUS: Oro - JPN: Oro - UK: Platino - USA: Platino   |
| 2002 | Does This Look Infected? - Pubblicato: 26 novembre 2002 - Etichetta: Island Records, Aquarius Records | 8           | 56          | 49          | 58          | 28          | 12          | 17          | 39          | 39          | 32          | - CAN: Platino - FRE: Oro - JPN: Platino - SWI: Oro - UK: Oro - US: Oro |
| 2004 | Chuck - Pubblicato: 12 ottobre 2004 - Etichetta: Island Records, Aquarius Records                     | 2           | 13          | 35          | 84          | 32          | 9           | 2           | 14          | 59          | 10          | - CAN: Platino (2) - JPN: Oro - US: Oro                                 |
| 2007 | Underclass Hero - Pubblicato: 24 luglio 2007 - Etichetta: Island Records, Aquarius Records            | 1           | 22          | 8           | 85          | 10          | 17          | 1           | 9           | 46          | 7           | - CAN: Oro - JPN: Oro                                                   |
| 2011 | Screaming Bloody Murder - Pubblicato: 29 marzo 2011 - Etichetta: Island Records                       | 9           | 16          | 23          | 75          | 23          | 25          | 7           | 21          | 66          | 31          |                                                                         |
| 2016 | 13 Voices - Pubblicato: 7 ottobre 2016 - Etichetta: Hopeless Records                                  | 6           | 13          | 13          | 38          | 51          | 9           | 17          | 14          | 16          | 22          |                                                                         |
| 2019 | Order in Decline - Pubblicato: 19 luglio 2019 - Etichetta: Hopeless Records                           | 13          | 55          | 11          | 21          | 9           | 29          | 43          | 7           | 29          | 60          |                                                                         |
| 2024 | Heaven :x: Hell - Pubblicato: 29 marzo 2024 - Etichetta: Rise Records                                 | 37          | 72          | 3           | 11          | 4           | 8           | 12          | 3           | 26          | 108         |                                                                         |

### Album dal vivo
| Anno | Titolo                                                                                          | Classifiche |
| Anno | Titolo                                                                                          | JPN         |
| ---- | ----------------------------------------------------------------------------------------------- | ----------- |
| 2005 | Go Chuck Yourself - Pubblicato: 21 dicembre 2005 - Etichetta: Universal/Aquarius                | 19          |
| 2011 | Live at the House of Blues: Cleveland 9.15.07 - Pubblicato: 9 agosto 2011 - Etichetta: Aquarius | —           |

### Raccolte
| Anno | Titolo | Classifiche | Classifiche |
| Anno | Titolo | JPN         | USA         |
| ---- | --- | ----------- | ----------- |
| 2008 | 8 Years of Blood, Sake and Tears: The Best of Sum 41 2000-2008 - Pubblicato: 26 novembre 2008 - Etichetta: Universal/Aquarius | 7           | 154         |

## Extended play
| Anno | Titolo                                                                                       | Classifiche | Classifiche | Certificazioni           |
| Anno | Titolo                                                                                       | UK          | USA         | Certificazioni           |
| ---- | -------------------------------------------------------------------------------------------- | ----------- | ----------- | ------------------------ |
| 2000 | Half Hour of Power - Pubblicato: 27 giugno 2000 - Etichetta: Island                          | 143         | 176         | - CAN: Oro - UK: Argento |
| 2002 | Motivation EP - Pubblicato: 12 marzo 2002 - Etichetta: Island                                | —           | —           |                          |
| 2002 | Does This Look Infected Too? - Pubblicato: 26 novembre 2002 - Etichetta: Aquarius            | —           | —           |                          |
| 2005 | Chuck Acoustic EP (Tour Edition Promo) - Pubblicato: 22 febbraio 2005 - Etichetta: Universal | —           | —           |                          |

## Demo
| Anno | Titolo                                                                   |
| ---- | ------------------------------------------------------------------------ |
| 1998 | Rock Out with Your Cock Out - Pubblicato: 1998 - Etichetta: indipendente |

## Singoli
| Anno | Titolo                              | Classifiche | Classifiche | Classifiche | Classifiche | Classifiche | Classifiche | Classifiche | Classifiche | Classifiche    | Album di provenienza                  |
| Anno | Titolo                              | CAN         | CAN Rock    | AUS         | DEU         | IRE         | UK          | USA         | USA Alt     | USA Main. Rock | Album di provenienza                  |
| ---- | ----------------------------------- | ----------- | ----------- | ----------- | ----------- | ----------- | ----------- | ----------- | ----------- | -------------- | ------------------------------------- |
| 2000 | Makes No Difference                 | —           | —           | —           | —           | —           | —           | —           | 32          | —              | Half Hour of Power                    |
| 2001 | Fat Lip                             | —           | —           | 58          | 69          | 16          | 8           | 66          | 1           | —              | All Killer No Filler                  |
| 2001 | In Too Deep                         | —           | —           | 29          | 69          | 12          | 13          | —           | 10          | —              | All Killer No Filler                  |
| 2002 | Motivation                          | —           | —           | —           | —           | 40          | 21          | —           | 24          | —              | All Killer No Filler                  |
| 2002 | Handle This                         | —           | —           | —           | —           | —           | —           | —           | —           | —              | All Killer No Filler                  |
| 2002 | What We're All About                | —           | —           | 63          | 91          | 23          | 32          | —           | —           | —              | Music from and Inspired by Spider-Man |
| 2002 | Still Waiting                       | —           | —           | 43          | 90          | 20          | 16          | 106         | 7           | —              | Does This Look Infected?              |
| 2003 | The Hell Song                       | —           | —           | 76          | —           | 31          | 35          | —           | 13          | —              | Does This Look Infected?              |
| 2003 | Over My Head (Better Off Dead)      | —           | —           | —           | —           | —           | —           | —           | —           | —              | Does This Look Infected?              |
| 2004 | We're All to Blame                  | —           | —           | —           | —           | —           | —           | —           | 10          | 36             | Chuck                                 |
| 2004 | Pieces                              | —           | —           | —           | 84          | —           | —           | 107         | 14          | —              | Chuck                                 |
| 2005 | Some Say                            | —           | —           | —           | —           | —           | —           | —           | —           | —              | Chuck                                 |
| 2005 | No Reason                           | —           | —           | —           | —           | —           | —           | —           | —           | —              | Chuck                                 |
| 2007 | Underclass Hero                     | 33          | 8           | 76          | 76          | —           | 188         | 116         | 34          | —              | Underclass Hero                       |
| 2007 | Walking Disaster                    | —           | 24          | —           | —           | —           | —           | —           | 26          | —              | Underclass Hero                       |
| 2008 | With Me                             | 37          | 35          | —           | —           | —           | —           | —           | —           | —              | Underclass Hero                       |
| 2008 | Always                              | —           | —           | —           | —           | —           | —           | —           | —           | —              | 8 Years of Blood, Sake and Tears      |
| 2011 | Screaming Bloody Murder             | 72          | 12          | —           | —           | —           | —           | —           | 37          | 37             | Screaming Bloody Murder               |
| 2011 | Baby You Don't Wanna Know           | —           | 23          | —           | —           | —           | —           | —           | —           | —              | Screaming Bloody Murder               |
| 2012 | Blood in My Eyes                    | —           | —           | —           | —           | —           | —           | —           | —           | —              | Screaming Bloody Murder               |
| 2016 | Fake My Own Death                   | —           | 45          | —           | —           | —           | —           | —           | —           | —              | 13 Voices                             |
| 2016 | War                                 | —           | 22          | —           | —           | —           | —           | —           | —           | —              | 13 Voices                             |
| 2016 | God Save Us All (Death to POP)      | —           | —           | —           | —           | —           | —           | —           | —           | —              | 13 Voices                             |
| 2019 | Out for Blood                       | —           | 10          | —           | —           | —           | —           | —           | —           | 16             | Order in Decline                      |
| 2019 | A Death in the Family               | —           | —           | —           | —           | —           | —           | —           | —           | —              | Order in Decline                      |
| 2019 | Never There                         | —           | —           | —           | —           | —           | —           | —           | —           | 32             | Order in Decline                      |
| 2019 | 45 (A Matter of Time)               | —           | —           | —           | —           | —           | —           | —           | —           | —              | Order in Decline                      |
| 2021 | Catching Fire (ft. Nothing,Nowhere) | —           | —           | —           | —           | —           | —           | —           | —           | —              | /                                     |
| 2023 | Landmines                           | —           | 1           | —           | —           | —           | —           | —           | 1           | 19             | Heaven :x: Hell                       |
| 2023 | Rise Up                             | —           | —           | —           | —           | —           | —           | —           | —           | —              | Heaven :x: Hell                       |
| 2024 | Waiting on a Twist of Fate          | —           | —           | —           | —           | —           | —           | —           | —           | —              | Heaven :x: Hell                       |
| 2024 | Dopamine                            | —           | 2           | —           | —           | —           | —           | —           | 36          | —              | Heaven :x: Hell                       |

## Videografia

### Album video
| Anno | Titolo                            | Certificazioni |
| ---- | --------------------------------- | -------------- |
| 2001 | Introduction to Destruction       | - CAN: Oro     |
| 2002 | Cross Your T's and Gouge Your I's |                |
| 2003 | Sake Bombs and Happy Endings      | - CAN: Oro     |
| 2004 | Chuck Bonus DVD                   |                |
| 2005 | Go Chuck Yourself                 |                |
| 2005 | Rocked: Sum 41 in Congo           |                |
| 2008 | DeeVeeDee                         |                |

### Video musicali
| Anno | Titolo                              | Regista                     |
| ---- | ----------------------------------- | --------------------------- |
| 2000 | Makes No Difference                 | Bradley Walsh               |
| 2001 | Fat Lip                             | Marc Klasfeld               |
| 2001 | Pain for Pleasure                   | Marc Klasfeld               |
| 2001 | In Too Deep                         | Marc Klasfeld               |
| 2002 | Motivation                          | Super America e Joseph Kahn |
| 2002 | What We're All About                | Marc Klasfeld               |
| 2002 | Still Waiting                       | Marc Klasfeld               |
| 2002 | The Hell Song                       | Marc Klasfeld               |
| 2003 | Over My Head (Better Off Dead)      | Chris Hafner                |
| 2004 | We're All to Blame                  | Marc Klasfeld               |
| 2004 | Pieces                              | Brett Simon e Steve Jocz    |
| 2005 | Some Say                            | Sean Michael Turrell        |
| 2007 | Underclass Hero                     | Steve Jocz e Marc Klasfeld  |
| 2007 | Walking Disaster                    | Stephen Penta               |
| 2008 | With Me                             | Steve Jocz                  |
| 2011 | Baby You Don't Wanna Know           | Marc Klasfeld               |
| 2012 | Blood in My Eyes                    | Michael Maxxis              |
| 2016 | Fake My Own Death                   | Marc Klasfeld               |
| 2016 | War                                 | Djay Brawner                |
| 2016 | God Save Us All (Death to POP)      | Blake Higgins               |
| 2019 | Out for Blood                       | Lee Levin                   |
| 2019 | A Death in the Family               | Dale Rage Resteghini        |
| 2019 | Never There                         | John Asher                  |
| 2019 | 45 (A Matter of Time)               | Lewis Cater                 |
| 2021 | Catching Fire (ft. Nothing,Nowhere) | John Asher                  |
| 2023 | Landmines                           | John Asher                  |
| 2023 | Rise Up                             | John Asher                  |
| 2024 | Waiting on a Twist of Fate          | Ravi Dhar                   |
| 2024 | Dopamine                            | Ravi Dhar                   |
| 2025 | Radio Silence                       | Ravi Dhar                   |